# Panguipulli
Panguipulli is een gemeente in de Chileense provincie Valdivia in de regio Los Ríos. Panguipulli telde 34.539 inwoners in 2017 en heeft een oppervlakte van 3292 km².
- Virtual International Authority File: 171562850